# Tongaat
Tongaat ist eine Stadt in der südafrikanischen Metropolgemeinde eThekwini. Sie ist für die Zuckerherstellung bekannt. Tongaat liegt auf einer Höhe von 134 Metern am Fluss Tongati, der auch der Namensgeber der Stadt ist. Durban liegt etwa 37 Kilometer südlich. 2011 hatte Tongaat 42.554 Einwohner.
Der Ort wurde 1945 gegründet, um Wohnräume für die Arbeiter im Zuckerrohranbau und in der Zuckerindustrie zu schaffen. In Tongaat entstand die erste indische Gemeinschaft auf dem Gebiet von Südafrika. Für sie gibt es zwei Hindutempel. Im Ort hat einer der größten afrikanischen Produzenten für Zucker und Stärke, die Tongaat Hulett Ltd., seinen Sitz. Die Firma unterhält in sechs Ländern der Südafrikanischen Entwicklungsgemeinschaft Niederlassungen, darunter Mosambik, Eswatini und Simbabwe. In KwaZulu-Natal existieren neben der zentralen Zuckerraffinerie in Durban vier weitere firmeneigene Zuckerverarbeitungsstandorte.
Die durchschnittliche jährliche Niederschlagsmenge in Tongaat beträgt 772 Millimeter. Der meiste Niederschlag fällt im Sommer (Oktober bis März). Die geringste Niederschlagsmenge gibt es mit 12 Millimetern im Juni. Der meiste Niederschlag fällt im Januar (109 Millimeter). Die durchschnittliche Höchsttemperatur in Tongaat variiert von 22,2 °C im Juli bis zu 27,5 °C im Februar. Der kälteste Monat ist der Juli. Hier liegen die durchschnittlichen Tiefsttemperaturen nachts bei 9,5 °C.

## Persönlichkeiten
- Quarraisha Abdool Karim (* 1960), Epidemiologin und Hochschullehrerin